# Garbatka-Letnisko
Garbatka-Letnisko ist ein Dorf sowie Sitz der gleichnamigen Landgemeinde im Powiat Kozienicki der Woiwodschaft Masowien, Polen.

## Gemeinde
Zur Landgemeinde Garbatka-Letnisko gehören folgende Ortschaften:
Anielin
Bąkowiec
Bobki
Bogucin
Brzustów
Garbatka Długa
Garbatka Nowa
Garbatka‑Dziewiątka
Garbatka‑Letnisko
Garbatka‑Zbyczyn
Molendy
Ponikwa

## Persönlichkeiten
- Andrzej Jagodziński (* 1953), Jazzmusiker